# 1844年の相撲
1844年の相撲（1844ねんのすもう）は、1844年の相撲関係のできごとについて述べる。

## 興行
- 1月場所（江戸相撲）[1]
  - 興行場所:本所回向院
  - 3月16日（旧1月28日）より晴天10日間興行
- 6月場所（大坂相撲）[2]
  - 興行場所:天満砂浜屋敷
  - 晴天10日間興行
- 8月場所（京都相撲）[3]
  - 興行場所:四条河原
- 10月場所（江戸相撲）[3]
  - 興行場所:本所回向院
  - 12月5日（旧10月26日）より晴天10日間興行